# Matthias Nauwelaerts
Matthias Nauwelaerts (1995) is een Belgisch pianist en fortepianist.

## Levensloop

### Opleiding
Nauwelaerts beëindigde zijn muziekstudies aan de kunsthumaniora van het Leuvense Lemmensinstituut, waar hij de diploma's piano en orgel behaalde naast eerste prijzen in harmonieleer en notenleer. Tijdens zijn studies doorliep hij masterclasses, onder andere van Alexander Bonduriansky, Boris Giltburg, André De Groote en Angela Hewitt.
Hij volgde cursussen in Radziejowice met fortepianisten Kristian Bezuidenhout en Aleksej Ljoebimov, waarbij hij zich specialiseerde in de historische uitvoeringspraktijk. Hiernavolgend werd hij geselecteerd om deel te nemen aan het 'I. Internationale Chopin Concours op historische instrumenten' te Warschau. Eveneens verscheen Nauwelaerts live op de Poolse Nationale Radio.
Hij studeerde piano en fortepiano aan het Lemmensinstituut bij Jan Vermeulen, studeerde verder aan de Universität für Musik und darstellende Kunst Wien bij Wolfgang Watzinger en vervolmaakte zich aan het Centre Musicale Eduardo Del Pueyo bij pianist Jean-Claude Vanden Eynden.

### Optredens
Nauwelaerts speelde op talrijke concerten in Europa en gaf met zijn partner en pianiste Asja Rizvić een vierhandige concerttournee doorheen China in zalen waaronder Jiaxing Grand Theater, Chengdu Grand Theater en SCAC Strait Culture Art Centure in Fuzhou. Verder was Nauwelaerts te gast op het promenadefestival van het Museum van het Waalse Leven in Luik en werd hij uitgenodigd door de Ambassade van België in Kroatië voor het spelen van een recital in Zagreb. Hij speelde op vernissages en kunstexposities en verzorgde occasioneel concerten voor Rotary Club Belgium en Lions Club Belgium.
In 2019 trad hij op in Schuberts geboortehuis te Wenen met het Forellenkwintet (D.667), begeleid door het Weense 'Kahlo String Ensemble'.

### Pedagoog
Nauwelaerts geeft les aan het conservatorium van Leuven en heeft zijn eigen pianostudio in Beerzel voor kleuters en kinderen vanaf 4 jaar oud. Hij vertaalde de Oekraïens-Amerikaanse pianomethode van de Amerikaanse pedagoge Irina Gorin naar het Nederlands en presenteerde pedagogische uiteenzettingen over de Russische pianoschool.

## Onderscheidingen en prijzen
Na het afstuderen onderscheidde Nauwelaerts zichzelf door het winnen van de prijs PlayRight+ voor 'meest verdienstelijke student van het jaar' aan het Lemmensinstituut.
Eveneens werd hij steevast prijswinnaar van nationale en internationale concoursen. Onder hen zijn te vermelden:
- Belfius Classics in Brussel
- Internationale EPTA-wedstrijd in Grez-Doiceau
- Concours de Piano de Liège in Luik
- Stephan de Jonghe Wedstrijd in Aalst
- Agustín Aponte International Music Competition in Tenerife.